# 剑州 (五代)
剑州，五代十国和北宋时期在今福建省设的一个州。

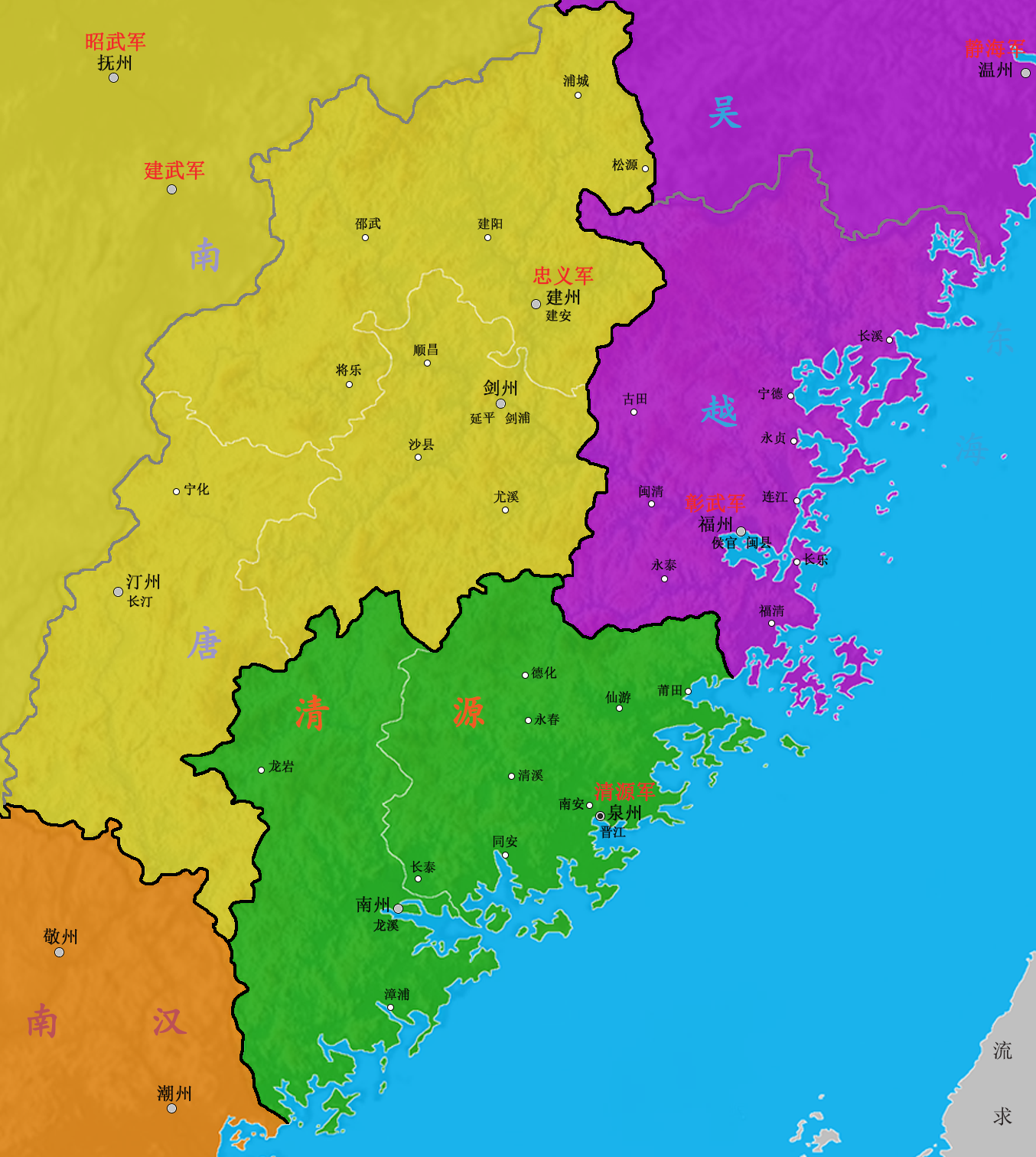
剑州（957年）

南唐保大四年（946年）九月，废除镡州，并析建州、汀州之地，置剑州，治所在剑浦县（今福建省南平市延平区），辖剑浦、延平、富沙（未详，一说即沙县）3县。后辖剑浦、延平、沙县、顺昌和尤溪5縣。辖境相当今福建省延平区、顺昌县、三元区、沙县区、尤溪县、大田县、永安市等地。
北宋太平兴国四年（979年），以利州路也有剑州，改此剑州为南剑州。